# 安集镇
安集乡，是中华人民共和国甘肃省临夏回族自治州积石山保安族东乡族撒拉族自治县下辖的一个乡镇级行政单位。

## 行政区划
安集乡下辖以下地区：
红坪村、杨家湾村、安家湾村、钭家山村、红路岭村、三坪村、苟家山村、风林村、风光村、前进村和辉光村。